# قصان ۸۹۳۷
سیارک ۸۹۳۷ (به انگلیسی: 8937 Gassan، نامگذاری:1997AK19) هشت هزار و نهصد و سی و هفتمین سیارک کشف شده‌است که در ۱۳ ژانویه ۱۹۹۷ کشف شد.
قدر مطلق سیارک برابر ۱۴٫۰۰ است.